# Czarna (dopływ Radwi)
Czarna (Bagnica) – struga, dopływ Radwi.
Struga płynie na Pobrzeżu Koszalińskim. Uchodzi do Radwi prawobrzeżnie na wysokości około 21 m n.p.m. Tworzy jednolitą częścią wód powierzchniowych o kodzie PLRW60002344889, leżącą w regionie wodnym Dolnej Odry i Przymorza Zachodniego. Ciek jest uznany za typ 23 (potok lub strumień na obszarze będącym pod wpływem procesów torfotwórczych).
W 2008 w pobliżu ujścia strugi do Radwi stwierdzono dobry stan biologicznego wskaźnika jakości wód powierzchniowych oraz dobry stan elementów fizykochemicznych, stan ekologiczny również sklasyfikowano jako dobry.
Połowy dozwolone są metodami spinningową i muchową, lecz wyłącznie przy użyciu przynęt sztucznych. Od 1 września do 31 grudnia obowiązuje zakaz spinningowania.
Nazwę Czarna wprowadzono urzędowo w 1948, zastępując niemiecką nazwę strugi – Schwarz Bach.